# 5 Dywizjon Rakiet Taktycznych

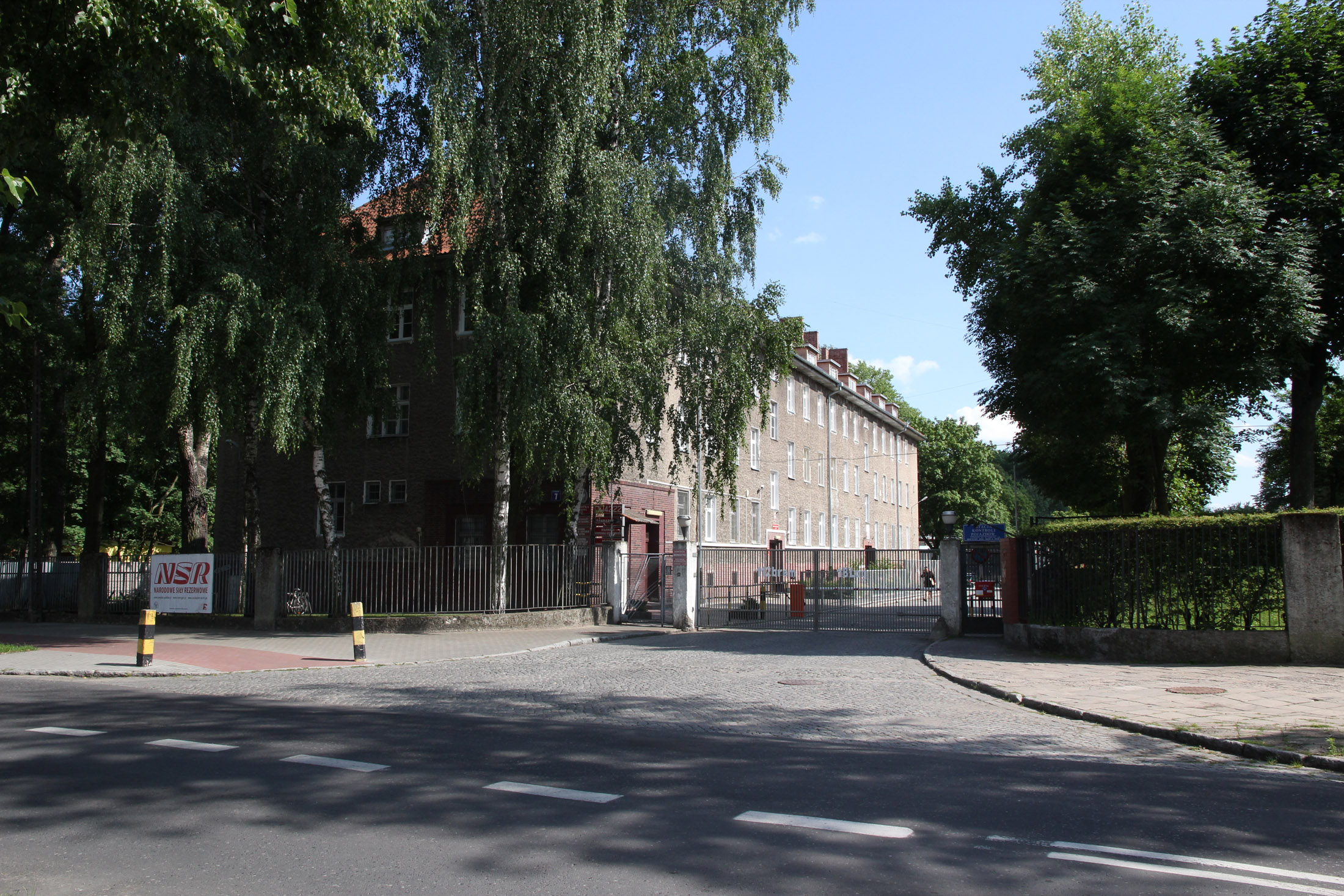
Budynek koszar dywizjonu (stan – 2008)

5 Dywizjon Rakiet Taktycznych – samodzielny pododdział wojsk rakietowych i artylerii ludowego Wojska Polskiego.

## Formowanie i zmiany organizacyjne
Jeszcze wiosną 1963 uruchomiono proces formowania dywizjonów rakiet taktycznych, które postanowiono włączyć w skład dywizji ogólnowojskowych.
Zarządzeniem szefa SG WP nr 0110/Org. z 1 sierpnia 1967 po przeformowaniu z dywizjonu artylerii rakietowej na etatach 4/243 utworzono 5 dywizjon artylerii z przeznaczeniem dla 1 Warszawskiej Dywizji Zmechanizowanej. Stacjonował w Giżycku. 
W 1969 dywizjon otrzymał kolejną wyrzutnię pochodzącą z przezbrajanego w nowe rakiety innego dywizjonu.
W 1969 jednostka posiadała etat nr 30/129 i uzbrojona była w trzy wyrzutnie 2P16.
Zarządzeniem szefa SG WP nr 042/ Org. z 18 listopada 1982 przeformowano dywizjon z etatu 330/129 na 30/244 przezbrajając go z trzech wyrzutni 2P16 na tylko dwie 9P113.
Zarządzeniem szefa SG WP nr 08/Org. z 8 lutego 1988, w terminie do 30 września 1988 przeformowano dywizjon z etatu 30/244 na 30/243 i dodano trzecią wyrzutnię.
Pod koniec 1988 5 dywizjon rakiet taktyczny posiadał etat nr 30/243, a jego podstawowe wyposażenie stanowiły trzy wyrzutnie 9P113.

## Dowódcy dywizjonu
- kpt. dypl. Kazimierz Rozum (26.08.1967 – 26.02.1972)[8].
- mjr Rudolf Somerlik

## Skład organizacyjny
dowództwo i sztab
- bateria dowodzenia
- 3 baterie startowe, każda w składzie:
  - drużyna rachunkowa
  - drużyna topogeodezyjna
  - drużyna meteorologiczna
  - zespół obsługi wyrzutni
- pluton obsługi technicznej
- pluton remontowy
- pluton zaopatrzenia
- pluton medyczny

Razem w drt:
- 3 wyrzutnie rakiet taktycznych 9P113 (1989}